# Azer Bušuladžić
Azer Bušuladžić (født 12. november 1991) er en dansk-bosnisk fodboldspiller, der spiller for Vejle Boldklub. Bušuladžić er en fysisk stærk midtbaneslider med et højt teknisk niveau og gode evner i pasningsspillet. Endvidere har han et veludviklet vinderinstinkt og et glimrende spark fra distancen.

## Klubkarriere

### Baggrund
Azer Bušuladžić er fra Bosnien-Hercegovina, men har boet i Danmark det meste af sit liv. Bušuladžić har bosnisk statsborgerskab. Han spillede som barn i Kolding FC, men skiftede i sommeren 2006 fra Kolding til Vejle Boldklub som 15-årig.
Azer Bušuladžić var elev på Vejle Idrætsefterskole i 2007-2008, hvor han var på fodboldlinjen.

### Vejle
Bušuladžić debuterede for Vejle Boldklubs bedste mandskab 27. september 2009 mod Frem i en alder af 17 år.

### OB
Han har siden 2014 spillet for Odense Boldklub, hvor han spillede 60 kampe og scorede et enkelt mål.

### Dinamo Bukarest
Bušuladžić er i sommmertransfervinduet 2016 skiftet fra OB til Dinamo Bukarest i Rumænien på en toårig kontrakt.

## Landshold
Azer Bušuladžić har spillet på Danmarks U/18 landshold.[kilde mangler]